# Golden Mountain
Golden Mountain är ett berg i Kanada.   Det ligger på gränsen mellan Alberta och British Columbia, i den västra delen av landet, 3 000 km väster om huvudstaden Ottawa. Toppen på Golden Mountain är 2 933 meter över havet, eller 167 meter över den omgivande terrängen. Bredden vid basen är 1,1 km.
Terrängen runt Golden Mountain är varierad.Trakten runt Golden Mountain är nära nog obefolkad, med mindre än två invånare per kvadratkilometer.. Det finns inga samhällen i närheten. 
Trakten runt Golden Mountain består i huvudsak av gräsmarker.